# Breitwand
Een Breitwand is een luchtgekoelde tweetaktcilinder met grote koelribben van een motorfiets of bromfiets. Deze werden onder andere gebruikt door de merken Zündapp, Maico, Puch, Honda en Kreidler.